# Nationaal park Banc d'Arguin
Het nationaal park Banc d'Arguin (Frans: Parc National du Banc d'Arguin) is een beschermd natuurgebied aan de kust van Mauritanië, tussen Nouakchott en Nouadhibou. Het nationaal park bestaat uit zandduinen, kustmoerassen en naast het eiland Arguin verschillende kleinere eilanden.
Het nationaal park staat sinds 1989 op de werelderfgoedlijst van UNESCO, mede omdat het een van de meest vogelrijke gebieden van de wereld is. Het is een belangrijk overwinteringsgebied van vele vogelsoorten, waaronder voor de regenwulp. De vogelpopulatie bestaat onder andere uit flamingo's, reigers, strandlopers, plevieren, pelikanen en sterns.
Onder de zoogdieren bevindt zich een populatie van zo'n 200 dorcasgazellen. Daarnaast komen er onder andere goudjakhalzen, woestijnvossen, woestijnkatten, Afrikaanse wilde katten en genetkatten voor. Het park is ook de thuisbasis van een kleine kolonie van de met uitsterven bedreigde mediterrane monniksrob. De omringende wateren zijn enkele van de rijkste viswateren in West-Afrika en dienen als broedgebied voor de hele regio. In deze wateren komen verschillende soorten schildpadden en dolfijnen voor.
- Gemeinsame Normdatei: 4527371-6
- International Standard Name Identifier: 0000 0001 2097 4652
- Library of Congress Control Number: sh2005020266
- Nationale Bibliotheek van Israël: 987007537549905171
- Virtual International Authority File: 245403514